# Teresina Singer
Teresa Singer, anche conosciuta come Theresia o Teresina Singer (Olomouc, 1853 – Firenze, 9 gennaio 1928), è stata un soprano slovacca.

## Biografia
Nacque nel 1853 in una ricca famiglia di commercianti della Moravia. Studiò canto a Vienna e in Italia. Durante la stagione 1870-1871 cantò nell'Opera di Corte di Vienna in Faust e Flauto magico, prima di recarsi in Italia. Nel 1873 debuttò al Teatro Apollo di Roma in Faust, I due Foscari, per debuttare al Teatro alla Scala di Milano nel ruolo di Aida nell'opera omonima di Verdi e nel ruolo di Marguerite nel Faust di Gounod. In una lettera del 29 settembre del 1873 di Giuseppe Verdi all'editore Giulio Ricordi, il compositore si lamenta perché sulla stampa il corrispondente dell'editore aveva detto che Ricordi e Verdi avevano approvata la Singher per l'Aida alla Scala, in realtà Verdi considerava la cantante adatta al ruolo poiché erano le prime volte che cantava in italiano..Nel 1876 si unì alla Théâtre-Italien di Parigi e nel 1877 cantò al Teatro di Graz. Nel 1878 apparve al Teatro di San Carlo di Napoli con la prima dell'opera Antonio e Cleopatra di Mario Rossi. Nello stesso anno la Singer si esibì al Teatro Nacional di Buenos Aires e nel 1880 nella stessa città al Teatro Politeama. Nel 1880 cantò al Teatro Municipale di Piacenza nel ruolo della protagonista nella prima dell'opera Stella di Auteri Manzocchi. Nel 1881 apparve al Teatro Costanzi di Roma come Aida e Leonora in La forza del destino di Verdi, riscuotendo grande successo. Fu interprete al Teatro Imperiale di Varsavia Mefistofele di Arrigo Boito. Nel 1882 cantò al Teatro Argentina di Roma nel ruolo di Selika ne L'Africaine di Giacomo Meyerbeer e si esibì nella prima napoletana de Le roi de Lahore nel ruolo di Sita. Nel 1886 partecipò alla rappresentazione del Requiem di Verdi a Napoli. Tra le altre apparizioni come ospite figurano quelle al Teatro Regio di Torino e al teatro dell'opera di Valencia. Tra gli altri ruoli della cantante figurano Leonora ne Il trovatore e il personaggio principale ne La Gioconda di Ponchielli. Intorno al 1889 passò al registro di mezzosoprano, come Amneris in Aida e la protagonista in Carmen. Fu interprete nella prima rappresentazione di Cleopatra di Lauro Rossi al Teatro Regio di Torino  nel 1876 e Don Giovanni d'Austria di Filippo Marchetti al Teatro Apollo di Roma nel 1879. 
La sua voce è stata definita "sonora, forte e flessibile e nel medesimo tempo possiede tutti gli accenti tragici: il suo canto è puro, penetrante, appassionato".
Nel 1891, dopo una recita ad Ancona, abbandonò la carriera teatrale e divenne insegnante a Firenze.
Morì a Firenze, il 9 gennaio 1928.

## Ruoli interpretati
- Faust di Charles Gounod
- Aida di Giuseppe Verdi
- La forza del destino di Giuseppe Verdi
- Il trovatore di Giuseppe Verdi
- La Gioconda di Amilcare Ponchielli
- Gli ugonotti di Giacomo Meyerbeer
- L'africana di Giacomo Meyerbeer
- Il profeta di Giacomo Meyerbeer
- La favorita di Gaetano Donizetti
- Lucrezia Borgia di Gaetano Donizetti